# يويه يوكوياما
يويه يوكوياما (باليابانية: 横山由依 ) (و. 1992  م) هي مغنية، وممثلة يابانية، ولدت في كيوتو، وهي عضوةٌ في إيه كيه بي48.
.

## وصلات خارجية
- يويه يوكوياما على موقع IMDb (الإنجليزية)
- يويه يوكوياما على موقع ميوزك برينز (الإنجليزية)
- يويه يوكوياما على موقع ديسكوغز (الإنجليزية)
- يويه يوكوياما على موقع قاعدة بيانات الفيلم (الإنجليزية)
- يويه يوكوياما في قاعدة بيانات الأفلام على الإنترنت